# Siegfried Egger
Siegfried Egger je bivši austrijski hokejaš na travi.

## Nogometna karijera
Na hokejaškom turniru na Olimpijskim igrama 1948. u Londonu je bio u austrijskom izabranom sastavu. Nije odigrao ni jedan susret. Bio je pričuvnim igračem [nedostaje izvor], pa se iz tog razloga njegovo ime ne spominje u svim statistikama.